# مربع برمودة
مربع برمودة هو فيلم مصري إنتاج 2021 من إخراج طارق رفعت وبطولة مصطفى خاطر،عمرو عبد الجليل،روجينا،هنا شيحة ومحمد ثروت.من المقرر عرض الفيلم في 22 ديسمبر 2021.

## نبذه
تدور الأحداث في إطار كوميدي حول ظاهرة نفسية معينة تحدث لبطلي الفيلم اللذين إحداهما فنان تشكيلي.